# Zorro alla corte d'Inghilterra
Zorro alla corte d'Inghilterra è un film del 1969, diretto da Franco Montemurro.

## Trama
In età vittoriana, il malvagio governatore inglese sir Basil Ruthford tiranneggia sull'isola di Hamilton, nelle Bermude. Zorro, dietro la cui maschera si cela l'insospettabile proprietario terriero Pedro Suarez, lo affronta e lo sconfigge. L'eroe regola i conti anche con lord Percy Moore, inviato dalla regina Vittoria sull'isola per ristabilire l'ordine ma in realtà complice di Ruthford. Alla fine della vicenda, sarà proprio il protagonista ad essere nominato governatore di Hamilton, ottenendo anche l'amore della graziosa Patricia Scott, nipote di Moore e già promessa sposa di sir Basil.